# Hawaiki
Hawaiki – maoryska nazwa mitycznej krainy, skąd mają się wywodzić niektóre ludy polinezyjskie. Według tradycji Polinezyjczycy mieli zasiedlić odległe wyspy Oceanu Spokojnego podróżując w niewielkich otwartych łodziach zwanych waka. Słowo Avaiki w języku maori z Wysp Cooka oznacza legendarną krainę przodków: I tere tū mai rātou mei ʻAvaiki. (Przypłynęli wprost z Hawaiki).  W tradycjach polinezyjskich duchy zmarłych wracają po śmierci do Hawaiki. W języku samoańskim pokrewne słowo saualiʻi znaczy „duchy”. Etymologicznie nazwa Hawaiki jest tożsama z Hawaiʻi (Hawaje), Savaiʻi (największa wyspa Samoa).